# Hypanartia bella
Hypanartia bella är en fjärilsart som beskrevs av Fabricius 1793. Hypanartia bella ingår i släktet Hypanartia och familjen praktfjärilar. Inga underarter finns listade i Catalogue of Life.